# Danh sách tập phim Tam quốc diễn nghĩa (1994)
Dưới đây là danh sách tập phim của bộ phim truyền hình Tam quốc diễn nghĩa (1994), chuyển thể từ tiểu thuyết cùng tên của La Quán Trung.

## Danh sách tập

### Phần 1: Quần hùng trục lộc (Anh hùng tập hợp; tập 1-23)
| Số tập | Tên tập                      | Dịch nghĩa                            | Biên kịch      | Đạo diễn       | Tác khúc     | Chủ nhiệm    |
| ------ | ---------------------------- | ------------------------------------- | -------------- | -------------- | ------------ | ------------ |
| 1      | "Đào viên tam kết nghĩa"     | "Tiệc vườn đào ba anh hùng kết nghĩa" | Đỗ Gia Phúc    | Thái Hiểu Tình | Lý Nhất Đinh | Vưu Thế Quân |
| 2      | "Thập thường thị loạn chính" | "Mười hoạn quan loạn chính"           | Đỗ Gia Phúc    | Thái Hiểu Tình | Lý Nhất Đinh | Vưu Thế Quân |
| 3      | "Đổng Trác bá kinh sư"       | "Đổng Trác chiếm kinh sư"             | Đỗ Gia Phúc    | Thái Hiểu Tình | Lý Nhất Đinh | Vưu Thế Quân |
| 4      | "Mạnh Đức hiến đao"          | "Mạnh Đức dâng dao"                   | Đỗ Gia Phúc    | Thái Hiểu Tình | Lý Nhất Đinh | Vưu Thế Quân |
| 5      | "Tam anh chiến Lã Bố"        | "Ba anh hùng đánh Lã Bố"              | Đỗ Gia Phúc    | Thái Hiểu Tình | Lý Nhất Đinh | Vưu Thế Quân |
| 6      | "Liên hoàn kế"               | "Kế liên hoàn"                        | Đỗ Gia Phúc    | Thái Hiểu Tình | Lý Nhất Đinh | Vưu Thế Quân |
| 7      | "Phương Nghi đình"           | "Đình Phượng Nghi"                    | Đỗ Gia Phúc    | Thái Hiểu Tình | Lý Nhất Đinh | Vưu Thế Quân |
| 8      | "Tam nhượng Từ Châu"         | "Ba lần nhường Từ Châu"               | Đỗ Gia Phúc    | Thẩm Hảo Phóng | Lý Nhất Đinh | Vưu Thế Quân |
| 9      | "Tôn Sách lập nghiệp"        |                                       | Đỗ Gia Phúc    | Thẩm Hảo Phóng | Lý Nhất Đinh | Vưu Thế Quân |
| 10     | "Viên môn xạ kích"           | "Cửa nha môn bắn kích"                | Đỗ Gia Phúc    | Thẩm Hảo Phóng | Lý Nhất Đinh | Vưu Thế Quân |
| 11     | "Uyển Thành chi chiến"       | "Trận Uyển Thành"                     | Đỗ Gia Phúc    | Thẩm Hảo Phóng | Lý Nhất Đinh | Vưu Thế Quân |
| 12     | "Bạch Môn lâu (thượng)"      | "Lầu Bạch Môn (phần đầu)"             | Đỗ Gia Phúc    | Thẩm Hảo Phóng | Lý Nhất Đinh | Vưu Thế Quân |
| 13     | "Bạch Môn lâu (hạ)"          | "Lầu Bạch Môn (phần sau)"             | Đỗ Gia Phúc    | Thẩm Hảo Phóng | Lý Nhất Đinh | Vưu Thế Quân |
| 14     | "Chử tửu luận anh hùng"      | "Uống rượu luận anh hùng"             | Châu Hiểu Bình | Thẩm Hảo Phóng | Lý Nhất Đinh | Vưu Thế Quân |
| 15     | "Viên Tào khởi binh          |                                       | Châu Hiểu Bình | Thẩm Hảo Phóng | Lý Nhất Đinh | Vưu Thế Quân |
| 16     | "Quan Vũ ước tam sự"         | "Quan Vũ giao ước ba việc"            | Châu Hiểu Bình | Thẩm Hảo Phóng | Lý Nhất Đinh | Vưu Thế Quân |
| 17     | "Quải ấn phong kim"          | "Treo ấn gói vàng"                    | Châu Hiểu Bình | Thẩm Hảo Phóng | Lý Nhất Đinh | Vưu Thế Quân |
| 18     | "Thiên lý tẩu đơn kỵ"        | "Một ngựa vượt nghìn dặm"             | Châu Hiểu Bình | Thẩm Hảo Phóng | Lý Nhất Đinh | Vưu Thế Quân |
| 19     | "Cổ Thành tương hội"         | "Đoàn tụ ở Cổ Thành"                  | Châu Hiểu Bình | Thẩm Hảo Phóng | Lý Nhất Đinh | Vưu Thế Quân |
| 20     | "Tôn Sách chi tử"            | "Tôn Sách chết"                       | Châu Hiểu Bình | Thẩm Hảo Phóng | Lý Nhất Đinh | Vưu Thế Quân |
| 21     | "Quan Độ chi chiến (thượng)" | "Trận Quan Độ (phần đầu)"             | Châu Hiểu Bình | Thẩm Hảo Phóng | Lý Nhất Đinh | Vưu Thế Quân |
| 22     | "Quan Độ chi chiến (hạ)"     | "Trận Quan Độ (phần sau)"             | Châu Hiểu Bình | Thẩm Hảo Phóng | Lý Nhất Đinh | Vưu Thế Quân |
| 23     | "Đại phá Viên Thiệu"         |                                       | Châu Hiểu Bình | Thẩm Hảo Phóng | Lý Nhất Đinh | Vưu Thế Quân |

### Phần 2: Xích Bích ao chiến (Trận chiến Xích Bích; tập 24-44)
| Số tập | Tên tập                     | Dịch nghĩa                     | Biên kịch      | Đạo diễn       | Tác khúc     | Chủ nhiệm         |
| ------ | --------------------------- | ------------------------------ | -------------- | -------------- | ------------ | ----------------- |
| 24     | "Dược mã Đàn Khê"           | "Nhảy ngựa Đàn Khê"            | Châu Hiểu Bình | Thái Hiểu Tình | Lý Nhất Đinh | Trương Quang Tiền |
| 25     | "Lưu Bị cầu hiền"           |                                | Châu Hiểu Bình | Thái Hiểu Tình | Lý Nhất Đinh | Trương Quang Tiền |
| 26     | "Hồi mã tiến Gia Cát"       | "Quay ngựa tiến cử Gia Cát"    | Châu Hiểu Bình | Thái Hiểu Tình | Lý Nhất Đinh | Trương Quang Tiền |
| 27     | "Tam cố mao lưu"            | "Ba lần đến lều tranh"         | Châu Hiểu Bình | Thái Hiểu Tình | Lý Nhất Đinh | Trương Quang Tiền |
| 28     | "Hoả thiêu Bác Vọng Pha"    | "Đốt cháy gò Bác Vọng"         | Châu Hiểu Bình | Thái Hiểu Tình | Lý Nhất Đinh | Trương Quang Tiền |
| 29     | "Huề dân độ giang"          | "Đưa dân qua sông"             | Lưu Thọ Sinh   | Thái Hiểu Tình | Lý Nhất Đinh | Trương Quang Tiền |
| 30     | "Thiệt chiến quần nho"      | "Khua lưỡi bẻ bọn nho"         | Lưu Thọ Sinh   | Thái Hiểu Tình | Lý Nhất Đinh | Trương Quang Tiền |
| 31     | "Trí kích Chu Du"           | "Dùng trí khích Chu Du"        | Lưu Thọ Sinh   | Thái Hiểu Tình | Lý Nhất Đinh | Trương Quang Tiền |
| 32     | "Chu Du không thiết kế"     | "Chu Du đặt kế"                | Lưu Thọ Sinh   | Thái Hiểu Tình | Lý Nhất Đinh | Trương Quang Tiền |
| 33     | "Quần anh hội"              | "Hội quần anh"                 | Lưu Thọ Sinh   | Thái Hiểu Tình | Lý Nhất Đinh | Trương Quang Tiền |
| 34     | "Thảo thuyền tá tiễn"       | "Thuyền cỏ mượn tên"           | Lưu Thọ Sinh   | Thái Hiểu Tình | Lý Nhất Đinh | Trương Quang Tiền |
| 35     | "Khổ nhục kế"               | "Kế khổ nhục"                  | Lưu Thọ Sinh   | Thái Hiểu Tình | Lý Nhất Đinh | Trương Quang Tiền |
| 36     | "Bàng Thống hiến liên hoàn" | "Bàng Thống hiến kế liên hoàn" | Lưu Thọ Sinh   | Thái Hiểu Tình | Lý Nhất Đinh | Trương Quang Tiền |
| 37     | "Hoành sóc phú thi"         | "Cầm giáo ngâm thơ"            | Lưu Thọ Sinh   | Thái Hiểu Tình | Lý Nhất Đinh | Trương Quang Tiền |
| 38     | "Gia Cát tế phong"          | "Gia Cát cầu phong"            | Lưu Thọ Sinh   | Thái Hiểu Tình | Lý Nhất Đinh | Trương Quang Tiền |
| 39     | "Hoả thiêu Xích Bích"       |                                | Lưu Thọ Sinh   | Thái Hiểu Tình | Lý Nhất Đinh | Trương Quang Tiền |
| 40     | "Trí thủ Nam Quận"          | "Dùng trí lấy Nam Quận"        | Lưu Thọ Sinh   | Thái Hiểu Tình | Lý Nhất Đinh | Trương Quang Tiền |
| 41     | "Lực đoạt tứ quận"          | "Dùng sức đoạt bốn quận"       | Lưu Thọ Sinh   | Thái Hiểu Tình | Lý Nhất Đinh | Trương Quang Tiền |
| 42     | "Mỹ nhân kế"                | "Kế người đẹp"                 | Lưu Thọ Sinh   | Thái Hiểu Tình | Lý Nhất Đinh | Trương Quang Tiền |
| 43     | "Cam Lộ tự"                 | "Chùa Cam Lộ"                  | Lưu Thọ Sinh   | Thái Hiểu Tình | Lý Nhất Đinh | Trương Quang Tiền |
| 44     | "Hồi Kinh Châu"             | "Về Kinh Châu"                 | Lưu Thọ Sinh   | Thái Hiểu Tình | Lý Nhất Đinh | Trương Quang Tiền |

### Phần 3: Tam quốc đỉnh lập (Lập nên Tam quốc; tập 45-64)
| Số tập | Tên tập                   | Dịch nghĩa                    | Biên kịch      | Đạo diễn                        | Tác khúc     | Chủ nhiệm                 |
| ------ | ------------------------- | ----------------------------- | -------------- | ------------------------------- | ------------ | ------------------------- |
| 45     | "Tam khí Chu Du"          | "Ba lần trêu tức Chu Du"      | Lưu Thọ Sinh   | Trương Trung Nhất, Hác Hằng Dân | Lý Nhất Đinh | Đan Vũ Sinh, Hác Hằng Dân |
| 46     | "Ngoạ Long điếu hiếu"     | "Ngoạ Long viếng tang"        | Lưu Thọ Sinh   | Trương Trung Nhất               | Vương Hiến   | Đan Vũ Sinh               |
| 47     | "Cát tu khí bào"          | "Cắt râu quăng áo"            | Lưu Thọ Sinh   | Trương Trung Nhất               | Lý Nhất Đinh | Đan Vũ Sinh               |
| 48     | "Trương Tùng hiến đồ"     | "Trương Tùng dâng địa đồ"     | Diệp Thức Sinh | Trương Trung Nhất               | Vương Hiến   | Đan Vũ Sinh               |
| 49     | "Lưu Bị nhập Xuyên"       | "Lưu Bị vào Xuyên"            | Diệp Thức Sinh | Trương Trung Nhất               | Vương Hiến   | Đan Vũ Sinh               |
| 50     | "Phượng Sồ lạc pha"       | "Phượng Sồ ngã núi"           | Diệp Thức Sinh | Trương Trung Nhất               | Vương Hiến   | Đan Vũ Sinh               |
| 51     | "Nghĩa thích Nghiêm Nhan" | "Vì nghĩa tha Nghiêm Nhan"    | Diệp Thức Sinh | Trương Trung Nhất               | Vương Hiến   | Đan Vũ Sinh               |
| 52     | "Đoạt chiến Tây Xuyên"    | "Đánh chiếm Tây Xuyên"        | Diệp Thức Sinh | Trương Trung Nhất               | Vương Hiến   | Đan Vũ Sinh               |
| 53     | "Đơn đao phó hội"         | "Một đao tới hội"             | Diệp Thức Sinh | Tôn Quang Minh                  | Vương Hiến   | Hác Hằng Dân              |
| 54     | "Hợp Phì hội chiến"       | "Trận chiến Hợp Phì"          | Diệp Thức Sinh | Tôn Quang Minh                  | Vương Hiến   | Hác Hằng Dân              |
| 55     | "Lập tự chi tranh"        | "Tranh giành ngôi vua         | Diệp Thức Sinh | Tôn Quang Minh                  | Vương Hiến   | Hác Hằng Dân              |
| 56     | "Định Quân Sơn"           | "Núi Định Quân"               | Diệp Thức Sinh | Tôn Quang Minh                  | Vương Hiến   | Hác Hằng Dân              |
| 57     | "Xảo thủ Hán Trung"       | "Dùng mưu lấy Hán Trung"      | Diệp Thức Sinh | Tôn Quang Minh                  | Vương Hiến   | Hác Hằng Dân              |
| 58     | "Thuỷ yêm thất quân"      | "Dâng nước ngập bảy đạo quân" | Diệp Thức Sinh | Tôn Quang Minh                  | Vương Hiến   | Hác Hằng Dân              |
| 59     | Tẩu Mạch Thành            | "Chạy ra Mạch Thành"          | Diệp Thức Sinh | Tôn Quang Minh                  | Vương Hiến   | Hác Hằng Dân              |
| 60     | "Tào Tháo chi tử"         | "Tào Tháo chết"               | Châu Khải      | Tôn Quang Minh                  | Vương Hiến   | Hác Hằng Dân              |
| 61     | "Tào Phi soán Hán"        | "Tào Phi cướp ngôi nhà Hán"   | Châu Khải      | Tôn Quang Minh                  | Vương Hiến   | Hác Hằng Dân              |
| 62     | "Hưng binh phạt Ngô"      | "Dấy binh đánh Ngô"           | Châu Khải      | Tôn Quang Minh                  | Vương Hiến   | Hác Hằng Dân              |
| 63     | "Hoả thiêu liên doanh"    | "Đốt sạch trại liên doanh"    | Châu Khải      | Tôn Quang Minh                  | Vương Hiến   | Hác Hằng Dân              |
| 64     | "An cư binh ngũ lộ"       | "Ngồi yên bình năm đạo"       | Lý Nhất Ba     | Tôn Quang Minh                  | Vương Hiến   | Hác Hằng Dân              |

### Phần 4: Nam chinh bắc chiến (Trận chiến Nam Bắc; tập 65-77)
| Số tập | Tên tập                       | Dịch nghĩa                          | Biên kịch  | Đạo diễn         | Tác khúc   | Chủ nhiệm       |
| ------ | ----------------------------- | ----------------------------------- | ---------- | ---------------- | ---------- | --------------- |
| 65     | "Binh độ Lư Thuỷ"             | "Dẫn quân vượt Lư thủy"             | Lý Nhất Ba | Trương Thiệu Lâm | Vương Hiến | Trương Kỷ Trung |
| 66     | "Tuyệt lộ vấn tân"            | "Cùng đường hỏi bến"                | Lý Nhất Ba | Trương Thiệu Lâm | Vương Hiến | Trương Kỷ Trung |
| 67     | "Thất cầm mạch hoạch"         | "Bảy lần bắt Mạnh Hoạch"            | Lý Nhất Ba | Trương Thiệu Lâm | Vương Hiến | Trương Kỷ Trung |
| 68     | "Xuất sư Bắc phạt"            | "Xuất quân phạt Bắc"                | Lý Nhất Ba | Trương Thiệu Lâm | Vương Hiến | Trương Kỷ Trung |
| 69     | "Thu Khương Duy"              | "Chiêu hàng Khương Duy"             | Lý Nhất Ba | Trương Thiệu Lâm | Vương Hiến | Trương Kỷ Trung |
| 70     | "Tư Mã phục xuất"             | "Tư Mã phục chức"                   | Lý Nhất Ba | Trương Thiệu Lâm | Vương Hiến | Trương Kỷ Trung |
| 71     | "Không thành thoái địch"      | "Dùng không thành kế lui quân địch" | Lý Nhất Ba | Trương Thiệu Lâm | Vương Hiến | Trương Kỷ Trung |
| 72     | "Tư Mã thủ ấn"                | "Tư Mã lĩnh ấn"                     | Lý Nhất Ba | Trương Thiệu Lâm | Vương Hiến | Trương Kỷ Trung |
| 73     | "Ký Sơn đấu trí"              | "Đấu trí tại Kỳ Sơn"                | Lý Nhất Ba | Trương Thiệu Lâm | Vương Hiến | Trương Kỷ Trung |
| 74     | "Gia Cát trang thần"          | "Gia Cát giả làm thần"              | Lý Nhất Ba | Trương Thiệu Lâm | Vương Hiến | Trương Kỷ Trung |
| 75     | "Lục xuất Kỳ Sơn"             | "Sáu lần ra Kỳ Sơn"                 | Lý Nhất Ba | Trương Thiệu Lâm | Vương Hiến | Trương Kỷ Trung |
| 76     | "Hoả tức Thượng Phương Cốc"   | "Lửa tắt ở hang Thượng Phương"      | Lý Nhất Ba | Trương Thiệu Lâm | Vương Hiến | Trương Kỷ Trung |
| 77     | "Thu phong Ngũ Trượng nguyên" | "Gió thu ở gò Ngũ Trượng"           | Lý Nhất Ba | Trương Thiệu Lâm | Vương Hiến | Trương Kỷ Trung |

### Phần 5: Tam phân hợp nhất (Ba nước hợp thành một; tập 78-84)
| Số tập | Tên tập                    | Dịch nghĩa                   | Biên kịch | Đạo diễn          | Tác khúc   | Chủ nhiệm   |
| ------ | -------------------------- | ---------------------------- | --------- | ----------------- | ---------- | ----------- |
| 78     | "Trá bệnh trám Tào Sảng"   | "Giả ốm lừa Tào Sảng"        | Châu Khải | Trương Trung Nhất | Vương Hiến | Đan Vũ Sinh |
| 79     | "Ngô cung can qua"         | "Can qua trong cung Ngô"     | Châu Khải | Trương Trung Nhất | Vương Hiến | Đan Vũ Sinh |
| 80     | "Binh khốn Thiết Lung Sơn" | "Binh khốn ở núi Thiết Lung" | Châu Khải | Trương Trung Nhất | Vương Hiến | Đan Vũ Sinh |
| 81     | "Tư Mã Chiêu thí vua"      | "Tư Mã Chiêu giết vua"       | Châu Khải | Trương Trung Nhất | Vương Hiến | Đan Vũ Sinh |
| 82     | "Cửu phạt Trung Nguyên"    | "Chín lần đánh Trung Nguyên" | Châu Khải | Trương Trung Nhất | Vương Hiến | Đan Vũ Sinh |
| 83     | "Thâu độ Âm Bình"          | "Thu được Âm Bình"           | Châu Khải | Trương Trung Nhất | Vương Hiến | Đan Vũ Sinh |
| 84     | "Tam phân quy Tấn"         | "Ba nước đầu hàng Tấn"       | Châu Khải | Trương Trung Nhất | Vương Hiến | Đan Vũ Sinh |